# Historia Żydów w Libii
Historia Żydów w Libii (hebrajski: טְרִיפּו֗לִיטֵאִים, Tripolitaim) sięga III w. p.n.e., gdy Cyrenajka była pod panowaniem Greków. W czasie II wojny światowej, władze okupujących Libię faszystowskich Włoch nałożyły na ludność żydowską ustawy antysemickie, a następnie wojska nazistowskich Niemiec deportowały część ludności. Po wojnie rozruchy antyżydowskie przyczyniły się do emigracji Żydów. Głównym krajem docelowym był Izrael, choć część Żydów wyemigrowała do Rzymu lub społeczności w Ameryce Północnej. Za rządów Mu’ammara al-Kaddafiego (1969-2011) nastąpiło dalsze pogorszenie sytuacji Żydów, które ostatecznie doprowadziło do emigracji pozostałych osób. Ostatnia osoba narodowości żydowskiej opuściła kraj w 2003 roku.   

## Starożytność
W czasach dominacji greko-romańskiej obszar dzisiejszej Libii odpowiadał zasięgowi ówczesnej Cyrenajki. Żydzi zamieszkiwali ten obszar, a wśród nich wielu, którzy przenieśli się z Egiptu. Cesarz rzymski Oktawian August przyznał społeczności żydowskiej zamieszkującej Cyrenajkę niektóre przywileje. W ówczesnym czasie Żydzi utrzymywali bliskie kontakty ze społecznością w Jerozolimie. Podczas pierwszej wojny żydowsko-rzymskiej, która ogniskowała się w rzymskiej prowincji Judea, doszło również do rewolty w Cyrenie, pod wodzą Jonatana, która została jednak szybko stłumiona. W ramach zemsty Rzymianie zabili przywódcę powstania oraz wielu bogatych żydowskich mieszkańców Cyreny. Kolejne żydowskie powstanie wybuchło w 115 n.e. za panowania cesarza Trajana i objęło swoim zasięgiem nie tylko Cyrenę, ale również Egipt i Cypr. Jak podaje Kasjusz Dion (LXVIII 32), około 200 000 Greków i Rzymian zginęło podczas rewolty. Powstanie zostało stłumione. Według Euzebiusza z Cezarei, ceną była pacyfikacja Libii i jej wyludnienie. Spośród ówczesnych libijskich Żydów wymienić należy m.in. Jazona z Cyreny, którego dzieło streszcza 2 Księga Machabejska oraz Szymona Cyrenejczyka, który podtrzymywał krzyż Jezusa z Nazaretu.

## Kolonizacja włoska i II wojna światowa

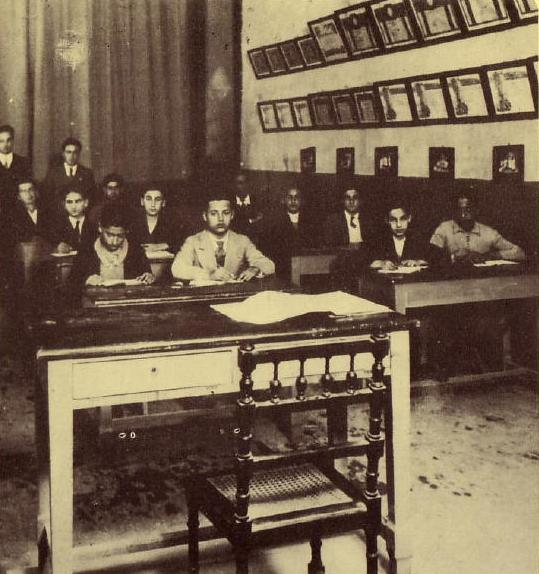
Klasa w synagodze w Bengazi, przed II wojną światową

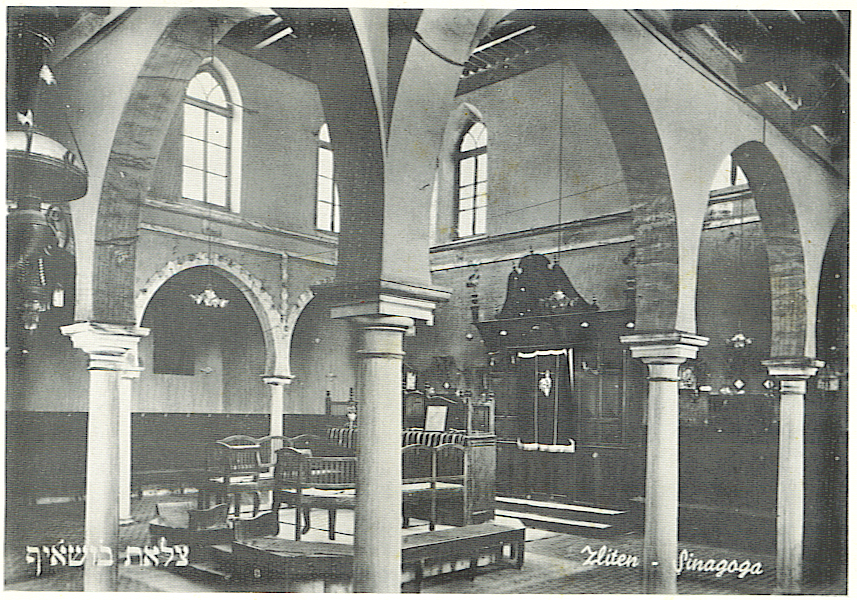
Synagoga Slat Abn Szaif w Zalitan, przed II wojną światową

W wyniku wojny włosko-tureckiej w latach 1911–1912 terytoria obecnej Libii przeszły pod panowanie Włoch. W 1931 kolonię libijską zamieszkiwało 21 000 Żydów (4% całkowitej liczby ludności kolonii, stanowiącej 550 000 mieszkańców), głównie w Trypolisie i Bengazi oraz w niewielkich społecznościach w Al-Bajda i Misracie. W ogólności sytuacja Żydów była zadowalająca, aż do późnych lat 30., gdy włoskie władze faszystowskie nałożyły na tę społeczność ustawy antysemickie. W wyniku tych ustaw, Żydzi byli wykluczani z posad państwowych, zaś niektórych zwolniono z państwowych szkół. Dowody osobiste oznaczono pieczątką „rasa żydowska”. Pomimo tych represji, w 1941 nadal 1/4 ludności Trypolisu stanowili Żydzi, zaś we wspólnocie działały 44 synagogi. W 1942 wojska III Rzeszy, po zajęciu dzielnicy żydowskiej w Bengazi, splądrowały sklepy. Ponad 2000 Żydów deportowano do obozów pracy, gdzie powyżej 1/5 z nich zginęła.

## Między II wojną światową a wojną sześciodniową
Po wyzwoleniu Północnej Afryki przez wojska aliantów, w Trypolisie doszło do pogromu. Między 5 a 9 listopada 1945 przeszło 140 Żydów zostało zamordowanych, zaś wielu więcej odniosło rany. Splądrowano prawie wszystkie synagogi w mieście, a 5 z nich zniszczono. Zdemolowanych zostało kilkaset domów i firm. W czerwcu 1948, w związku z ogłoszeniem niepodległości przez państwo Izraela i rozpoczęciem wojny izraelsko-arabskiej, antyżydowscy napastnicy zabili w Trypolisie kolejnych 12 Żydów i zniszczyli 280 żydowskich domów. Tym razem społeczność żydowska była przygotowana na obronę i oddziały samoobrony odparły napastników, nie dopuszczając do większej liczby ofiar.
Poczucie braku bezpieczeństwa, które powstało w wyniku pogromów, oraz powstanie państwa Izraela sprawiły, że większość Żydów opuściła Libię. Pomiędzy 1948 a 1951, a w szczególności po zalegalizowaniu emigracji w 1949, 30 972 Żydów wyjechała do Izraela. 31 grudnia 1958 władze Libii rozwiązały Radę Społeczności Żydowskiej. W 1961 uchwalono ustawę, która wymagała potwierdzenia prawdziwego obywatelstwa libijskiego. W efekcie, wszystkim żydowskim mieszkańcom kraju (z wyjątkiem 6 osób) odmówiono potwierdzenia obywatelstwa Libii.

## Wojna sześciodniowa
Do 1967 ludność żydowska w Libii zmniejszyła się do 7000 osób. Po wojnie sześciodniowej pomiędzy Izraelem a jego arabskimi sąsiadami, Żydzi libijscy stali się ponownie ofiarą antyżydowskich rozruchów. 18 osób zostało zabitych, a wiele więcej zostało rannych. Przywódcy społeczności żydowskiej złożyli królowi Idrysowi I prośbę o zezwolenie na „czasowe” opuszczenie kraju. Król zgodził się, nawet ponaglając społeczność do wyjazdu. Dzięki mostowi lotniczemu i transportowi statków, włoska marynarka wojenna ewakuowała ponad 6000 Żydów do Rzymu w przeciągu jednego miesiąca. Uchodźcy musieli opuścić swoje domy, firmy i większość majątku. Z tych 6000 osób, ponad 4000 wkrótce wyjechało z Włoch do Izraela lub Stanów Zjednoczonych, zaś reszta pozostała w Rzymie. Dziś spośród ok. 15 000 rzymskich Żydów, 4000 jest libijskiego pochodzenia i stanowi wpływową część tamtejszej społeczności. 

## Rządy Mu’ammara al-Kaddafiego
W czasie przejęcia władzy przez Mu’ammara al-Kaddafiego w 1969 w Libii pozostawało jedynie 100 Żydów. Za rządów Kaddafiego cała żydowska własność została skonfiskowana, zaś długi wobec Żydów uznano za niebyłe. Pomimo zakazu emigracji, większości Żydów udało się zbiec z kraju i w 1974 mieszkało jedynie 20 osób. W 2003 Rina Debach, ostatnia osoba narodowości żydowskiej, opuściła Libię.